# Famille von Flotow
La famille von Flotow est une famille noble du Mecklembourg  qui apparaît pour la première fois dans un document avec Godefridus de Vlotowe le 22 juin 1241.

## Histoire
Le nom et les armoiries rendent probable l'origine de la famille dans la seigneurie de Vlotho, sur la Weser moyenne, où un Godefridus de Vlothowe apparaît pour la première fois en 1183 et 1187.
La lignée de la famille mecklembourgeoise commence avec Andreas von Flotow (1477-1485) sur Stuer et Woldzegarten, gouverneur à Plau.
Georg Friedrich von Flotow (1786-1876) est un chambellan et général royal bavarois. Il fut élevé au rang de baron bavarois le 4 janvier 1829. Son petit-fils, Ludwig von Flotow (de) (1867-1948) est le dernier ministre des Affaires étrangères d'Autriche-Hongrie.
Le registre d'inscription de l'abbaye de Dobbertin contient 40 inscriptions de filles des familles von Flotow de 1802 à 1903, originaires de Stuer, Vorwerk, Walow, Woldzegarten, Suckow, Kogel et Reetz, en vue de leur admission dans le couvent de dames nobles de cette ville.
Il existe une association familiale fondée en 1937.

## Blason

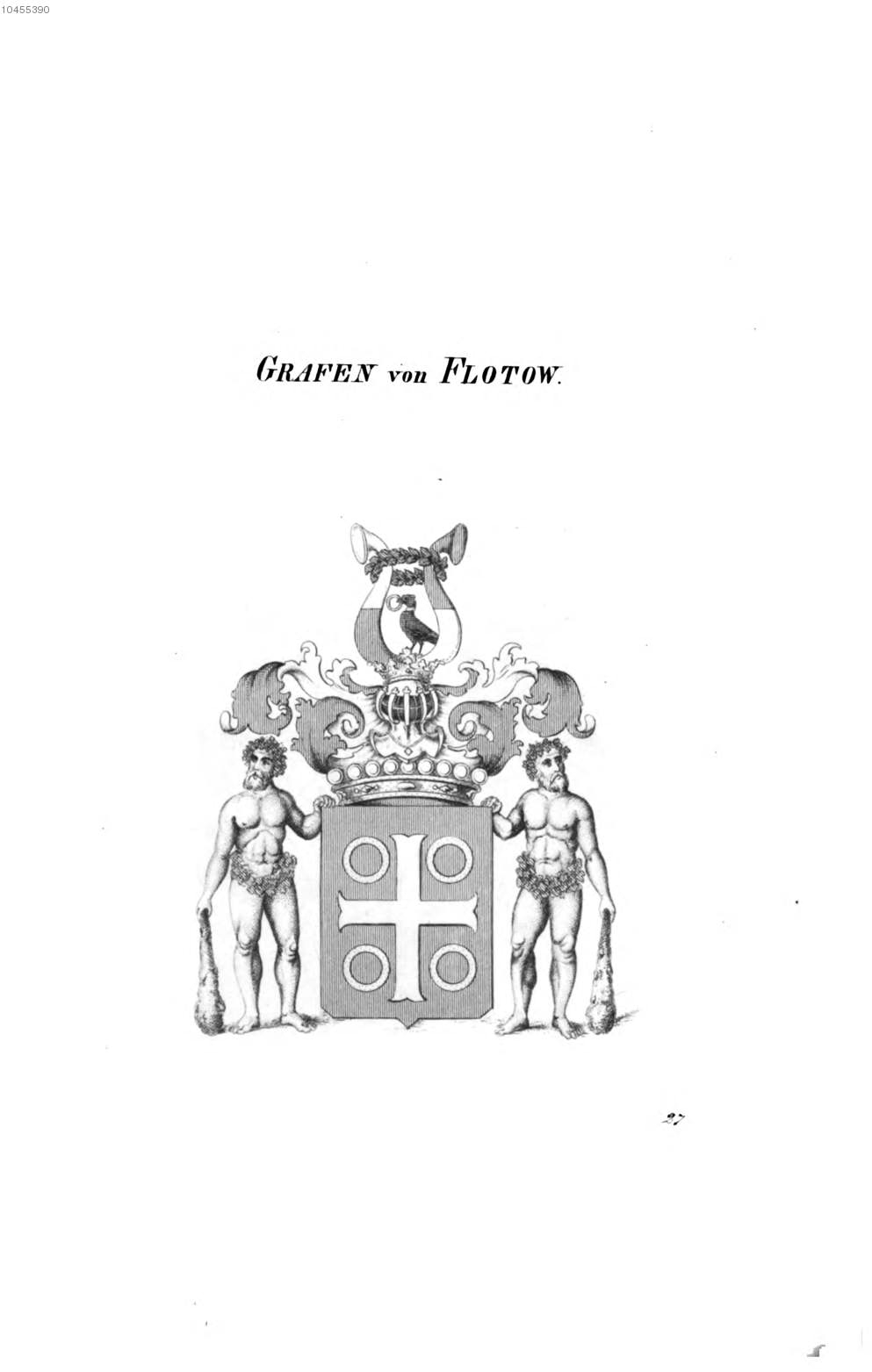
Armoiries de la famille von Flotow

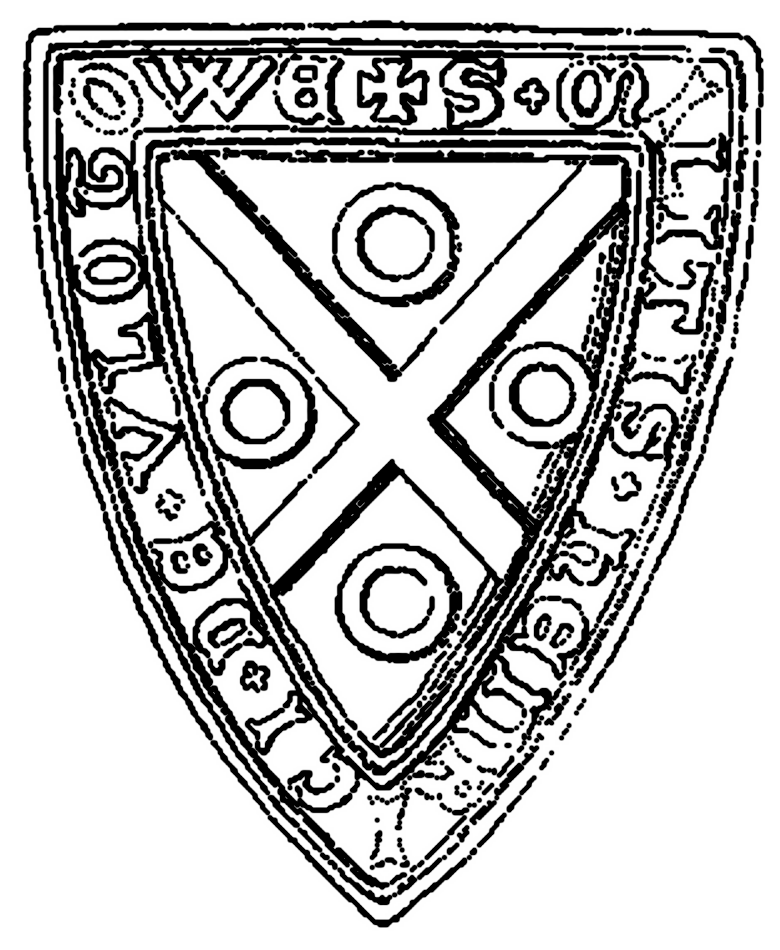
S.Militis Henrici de Vlotowe 1277

Le blason montre une croix d'argent sur fond de gueules avec quatre anneaux dorés dans les coins. Sur le casque avec des lambrequins de gueules et argentées se trouve une colombe entre deux cornes divisées par de l'argent et du rouge, reliées au sommet par une couronne verte. Elle tient un anneau d'or dans son bec.

## Domaines
Les domaines suivants dans l'actuel Mecklembourg-Poméranie-Occidentale appartenaient à la famille noble d'origine des von Flotow : Altenhof, Balow, Grabowhöfe, Grüssow, Groß Gievitz, Groß Kelle, Kambs, Kogel, Massow, Reez (dans la commune de Dummerstorf), Stuer (Burg Stuer), Teutendorf (dans la commune de Sanitz), Walow, Woldzegarten (dans la commune de Leizen).

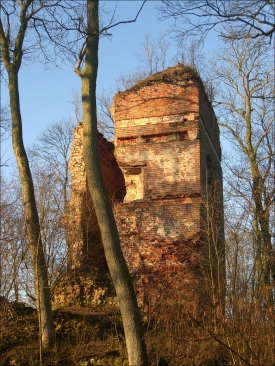
Château de Stuer (de), siège ancestral de la fin du XIIIe siècle jusqu'en 1660, le domaine appartient à la famille jusqu'en 1945
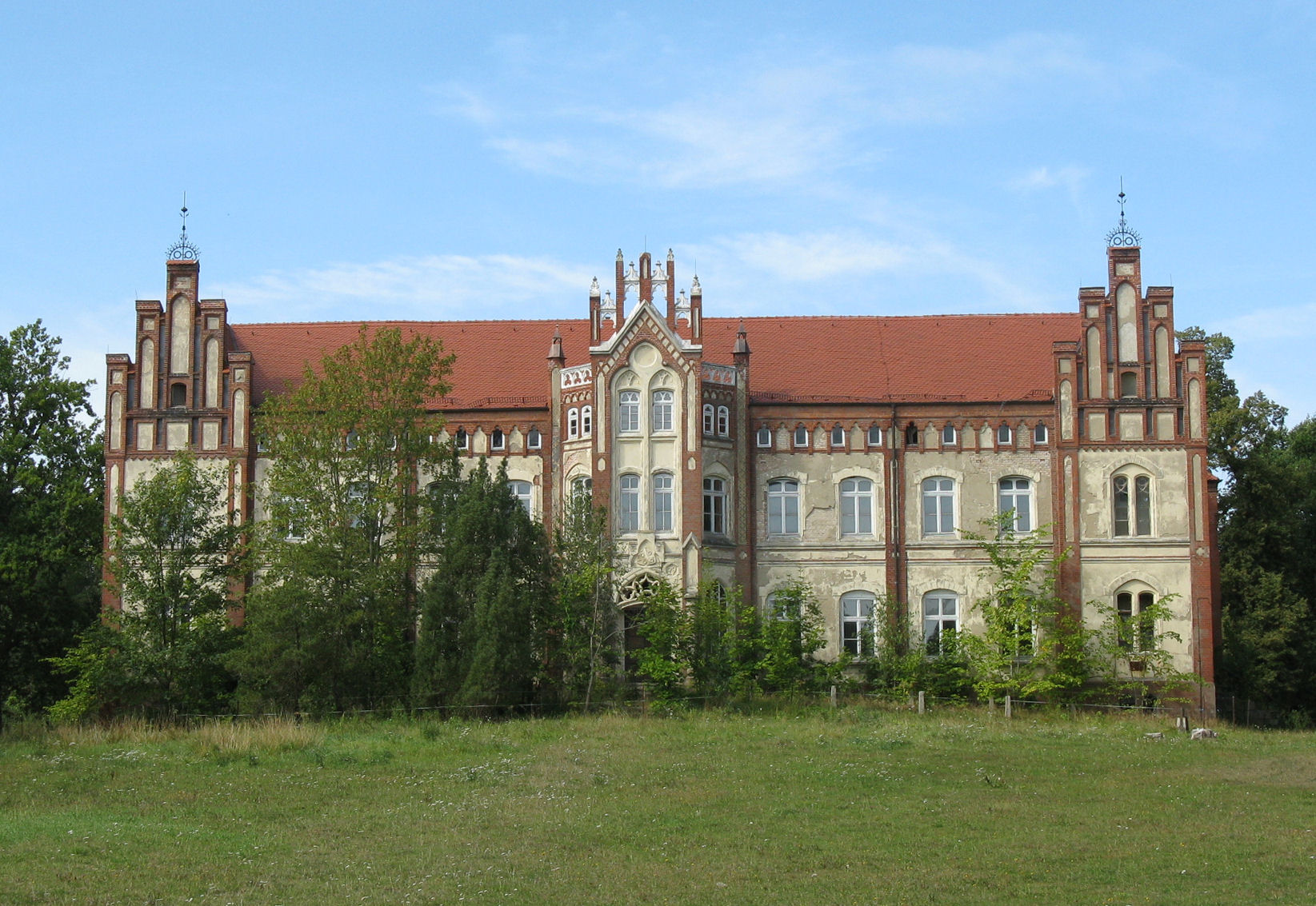
Walow (propriété familiale de 1384 à 1945)
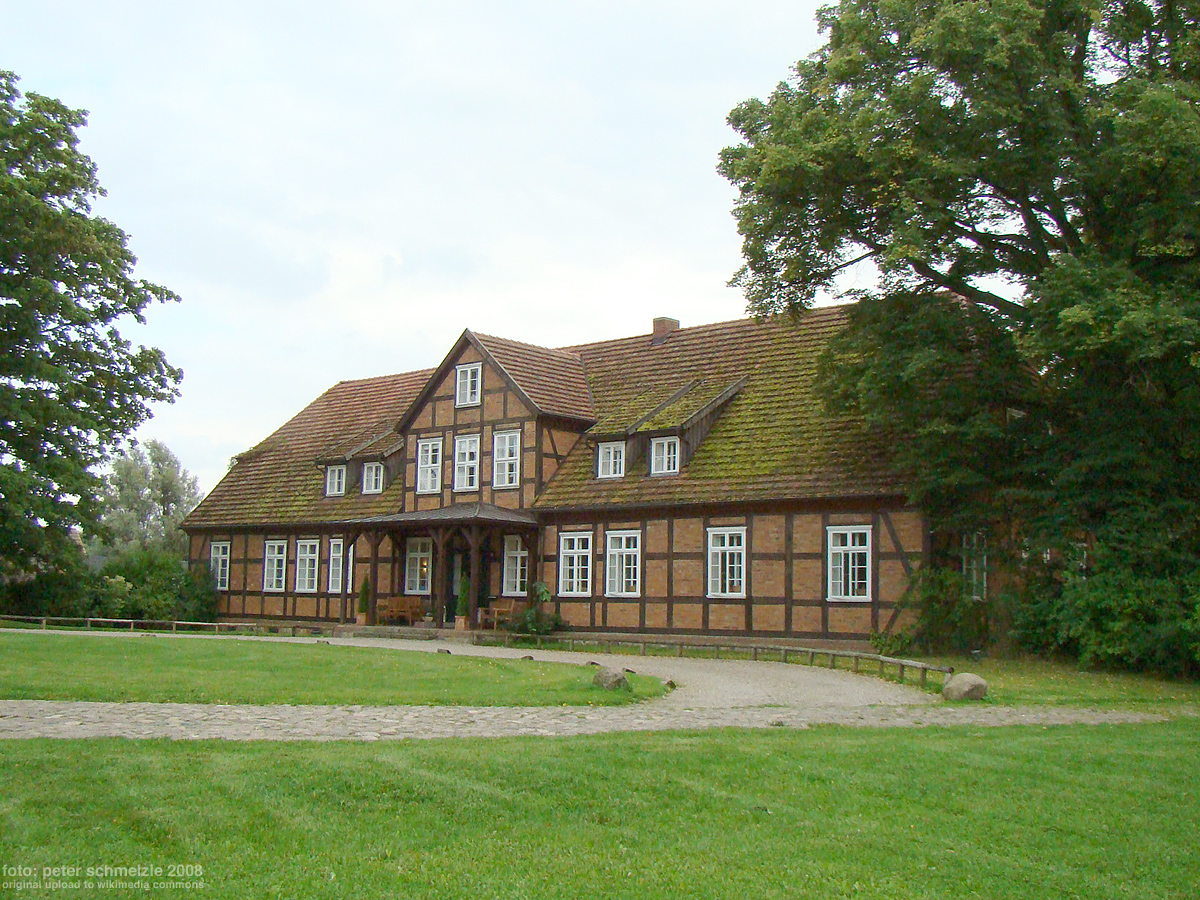
Woldzegarten (1477–1945 appartenant à la famille)

## Personnalités

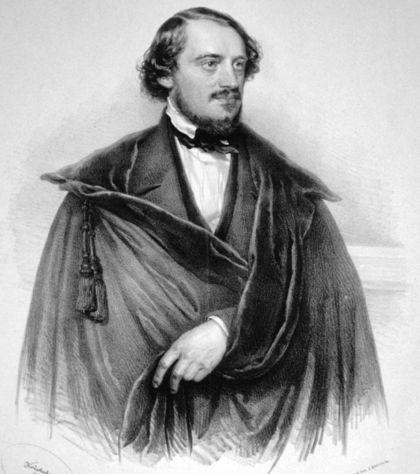
Friedrich von Flotow (1812–1883), compositeur d'opéra

- Georg Friedrich von Flotow (1786–1876), chambellan et général bavarois[4], élevé au rang de baron bavarois en 1829[5]
- Julius von Flotow (de) (1788–1856), major de cavalerie prussien et botaniste
- Gustav von Flotow (de) (1789–1864), conseiller privé royal saxon et pomologue
- Karl Friedrich von Flotow (de) (1791-1871), général de division prussien
- Friedrich von Flotow (1812-1883), compositeur d'opéra mecklembourgeois
- Otto von Flotow (de) (1822-1900), général de division prussien
- Georg von Flotow (1837–1901), administrateur d'arrondissement mecklembourgeois
- Wilhelm von Flotow (1838-1915), général de division prussien
- Max von Flotow (1853-1919), journaliste, rédacteur en chef du Frankfurter General-Anzeiger (de)
- Hans von Flotow (1862-1935), diplomate allemand
- Erich von Flotow (1870-1940), général de division allemand
- Ludwig von Flotow (de) (1867-1948), ministre des Affaires étrangères par intérim et dernier chef du service extérieur austro-hongrois de 1895 à 1920
- Jürgen von Flotow (1868-1956)[6] , 1914-1916 capitaine du monastère de Dobbertin
- Andreas von Flotow (de) (1900-1933), homme politique allemand (NSDAP)
- Jürgen Tiedecke von Flotow (1902-1976), propriétaire foncier, cofondateur[7] des archives de la noblesse allemande